# 스카이트레인 밀레니엄선
밀레니엄선(Millennium Line)은 캐나다 브리티시컬럼비아주 메트로 밴쿠버 스카이트레인의 두 번째 노선이다. 이 노선은 트랜스링크의 자회사인 BC 래피드 트랜짓 컴퍼니(BC Rapid Transit Company)가 소유하고 운영하며 밴쿠버, 버나비, 코퀴틀럼, 포트 무디를 연결한다. 이 노선은 2002년에 개통되었으며, 새천년을 기념하기 위해 이름이 지어졌다.

## 노선
밀레니엄선은 밴쿠버의 VCC-클라크 역부터 코퀴틀럼의 라파지 레이크-더글라스 역까지 운행한다. 이 노선은 버퀴틀럼역까지 고자로 운행하여 2-킬로미터 (1.2 mi)의 터널을 거쳐 포트 무디까지 이어진다. 포트 무디 이후 평면으로 운행하고 일반철도 노선의 위를 지난다. 코퀴틀럼 센트럴역부터 라파지 레이크-더글러스역까지 고가로 운행된다.
2016년 말 에버그린 연장선이 개통되었을 때, 동쪽방향 열차는 서쪽방향 선로를 건너 로히드 타운센터역의 새로운 최북단 승강장(3번 승강장)에 접근했다. 그 후 열차는 버퀴틀럼역 바로 앞 분기점까지 좌측 선로를 운행하였고, 여기서 열차가 우측 선로로 다시 횡단하였다. 서부 방면 밀레니엄 선 열차는 버퀴틀럼 역 바로 남쪽에서 좌측으로 건너가 로히드 타운 센터 역에서 2호선 서쪽 방면 열차에 접근할 수 있었다. 이 특이한 설계는 엑스포 선 승객들이 로히드 타운 센터역에 도착하여 서쪽으로 밀레니엄선의 VCC-클라크역을 향해 계속 갈 수 있도록 동일 승강장에서 평면 환승이 가능하게 했다.
2018년 6월 25일, 노선 운행방식의 변경으로 모든 좌측 선로 운행을 제거했다. 이 변경으로 VCC-클라크 방면으로 계속 가기를 원하는 승객들은 엑스포 선의 로히드역에서 승강장을 바꾸거나 다음 역인 프로덕션 웨이-유니버시티역에서 엑스포선 열차에 남아서 밀레니엄선 서행 열차로 동일한 승강장으로 갈아타야 했다. 로히드 동쪽으로 가는 승객들을 위한 동행 밀레니엄선·엑스포선간의 환승은 이제 동일한 승강장이었다. 트랜스링크는 초기 운행에 필요한 많은 선로 변경으로 인해 지연이 발생했기 때문에 기존의 우측 선로 주행으로의 변경이 승객에게 더 빠르고 안정적인 이용을 제공할 것이라고 말했다.

## 역 목록
| 역명                     | 영어 역명                 | 접속 노선                  | 소재지             | 소재지    |
| ------------------------ | ------------------------- | -------------------------- | ------------------ | --------- |
| VCC-클라크               | VCC–Clark                 |                            | 브리티시컬럼비아주 | 밴쿠버    |
| 커머셜-브로드웨이        | Commercial–Broadway       | ■ 엑스포선                 | 브리티시컬럼비아주 | 밴쿠버    |
| 른푸르                   | Renfrew                   |                            | 브리티시컬럼비아주 | 밴쿠버    |
| 루퍼트                   | Rupert                    |                            | 브리티시컬럼비아주 | 밴쿠버    |
| 길모어                   | Gilmore                   |                            | 브리티시컬럼비아주 | 버너비    |
| 브렌트우드 타운센터      | Brentwood Town Centre     |                            | 브리티시컬럼비아주 | 버너비    |
| 홀덤                     | Holdom                    |                            | 브리티시컬럼비아주 | 버너비    |
| 스펄링-버너비 레이크     | Sperling–Burnaby Lake     |                            | 브리티시컬럼비아주 | 버너비    |
| 레이크 시티웨이          | Lake City Way             |                            | 브리티시컬럼비아주 | 버너비    |
| 프로덕션 웨이-유니버시티 | Production Way–University | ■ 엑스포선                 | 브리티시컬럼비아주 | 버너비    |
| 로히드 타운센터          | Lougheed Town Centre      | ■ 엑스포선                 | 브리티시컬럼비아주 | 버너비    |
| 버퀴틀럼                 | Burquitlam                |                            | 브리티시컬럼비아주 | 코퀴틀럼  |
| 무디 센터                | Moody Centre              | ■ 웨스트 코스트 익스프레스 | 브리티시컬럼비아주 | 포트 무디 |
| 인렛 센터                | Inlet Centre              |                            | 브리티시컬럼비아주 | 포트 무디 |
| 코퀴틀럼 센트럴          | Coquitlam Central         | ■ 웨스트 코스트 익스프레스 | 브리티시컬럼비아주 | 코퀴틀럼  |
| 링컨                     | Lincoln                   |                            | 브리티시컬럼비아주 | 코퀴틀럼  |
| 라파지 레이크-더글라스   | Lafarge Lake–Douglas      |                            | 브리티시컬럼비아주 | 코퀴틀럼  |

## 같이 보기
- 스카이트레인의 철도 차량